# Gustavo Martín Fernández
Gustavo Martín Fernández (Concordia, Entre Ríos, Argentina, 4 de agosto de 1990) es un futbolista argentino. Juega como delantero y su primer equipo fue River Plate. Actualmente milita en el Deportivo Riestra de la Primera División.

## Trayectoria

### Formación
El delantero nació en Concordia y realizó sus primeros pasos formativos en Renato Cesarini. Su gran nivel de juego le permitió ser seleccionado por River Plate para completar su formación. Fernández resultó elegido para formar el plantel de la selección Sub-17 de Argentina que disputó la Copa Mundial 2007 de la categoría. Disputó 3 partidos en el certamen en el que su país avanzó hasta los cuartos de final, cayendo ante Nigeria, que a la postre se quedó con el título. En su carrera formativa se destacó también su desempeño en el torneo juvenil Città di Torino en Italia, en la que convirtió 4 goles a AC Milan.

### Primeros años como profesional
Citado para realizar la pretemporada con el primer equipo en 2009, convirtió un gol en un partido amistoso frente a Independiente, tras lo cual el entrenador Néstor Gorosito lo incluyó en la lista para disputar la Copa Libertadores del 2009. Realizó su debut en el primer equipo el 12 de febrero de 2009, enfrentando a Nacional (Paraguay) en el Estadio Monumental como titular, cubriendo la ausencia de Radamel Falcao García, quien en esa fecha representó a la selección de su país. El 22 de marzo Fernández tuvo su estreno en el Campeonato de Primera División enfrentando a San Martín (Tucumán), ingresando como relevo en reemplazo de Mauro Rosales.En la siguiente pretemporada, en Canadá, enfrentó al Toronto FC y convirtió en la serie de penales. Tras la salida de Gorosito Fernández no tuvo nuevas oportunidades en el primer equipo del Millonario, regresando a la Reserva del equipo. Más tarde sería cedido a Instituto, de la Primera B Nacional, club que lo recibió en préstamo y adquirió el 20% de su ficha y la opción de adquirir el restante al finalizar el contrato. En la Gloria Fernández no encontraría continuidad, jugando apenas 16 partidos en sus dos temporadas, sin goles convertidos. En 2012 fue cedido a préstamo, en su primera experiencia internacional, al Deportivo Saprissa de Costa Rica, donde solo marcó un gol en el campeonato local ante Limón.

### Deportivo Laferrere
A mediados de 2012 fichó para Deportivo Laferrere de la Primera C. En su primera temporada anotaría 4 goles y conseguiría con su equipo la clasificación al Torneo Reducido, siendo titular en ambos partidos de la semifinal en la que serían eliminados a manos de Fénix. En la temporada 2013-14 Fernández se consolidó como el goleador de su equipo, aunque una nueva clasificación al Reducido se frustró ante el Deportivo Español, que a la postre se quedaría con el ascenso. En la segunda mitad de 2014 se jugó una temporada de un semestre, en la que su equipo quedó fuera del Reducido por un margen de 2 puntos. En el campeonato 2015 su equipo volvió a pelear puestos de ascenso, clasificando al Reducido por tercera vez en 4 temporadas. Fernández aportó el gol del triunfo para el Villero en la ida ante Central Córdoba. La serie se dirimió en los penales, donde Tortuga convirtió pero su equipo resultó eliminado nuevamente en la instancia de semifinales.
Fernández permaneció en Laferrere para el campeonato 2016, nuevamente de 6 meses de duración. Aunque el Verde finalizó a 8 puntos del campeón Excursionistas, Tortuga se consagró goleador del certamen, con 16 conquistas. Su goleo bajaría considerablemente para el siguiente certamen, en que el Villero se ubicó en la decimoctava colocación, aunque sin riesgo de descenso en el cálculo de promedios. El campeonato 2017-18 fue su último en esta etapa en el conjunto matancero, anotando 11 goles como goleador de su equipo, que tuvo un desempeño irregular sin clasificar al Reducido.

### Experiencia en segunda división y en el exterior
Tras 6 años Fernández regresó a la segunda división argentina fichado por el recientemente ascendido Defensores de Belgrano. Tortuga anotó 4 goles en una campaña irregular para su equipo, que evitó el descenso por un margen de 2 puntos. En 2019 Fernández emigró para una nueva experiencia internacional para representar a Magallanes de la Primera B de Chile. En tierras trasandinas Tortuga no encontraría regularidad, con sólo 11 encuentros disputados para el conjunto albiceleste, que se encontraba en la penúltima posición cuando el campeonato fue suspendido a raíz del Estallido social en el país. Durante 2020 fichó por Blooming, lo que significó su retorno a un club de primera división nacional tras 8 años. Fernández disputó 16 partidos y convirtió 1 gol para la Academia, que en la temporada quedó a las puertas de clasificar a la Copa Sudamericana por diferencia de gol.

### Regreso al Deportivo Laferrere y Deportivo Riestra
Tortuga regresaría a Deportivo Laferrere para la temporada 2021. Allí repitió sus destacadas actuaciones consagrándose goleador del Apertura y del Clausura, con un total de 26 goles en el año. En el Reducido su equipo fue prematuramente eliminado por Ituzaingó, club que conseguiría el ascenso.
Su actuación destacada el año anterior le permitió fichar por el Deportivo Riestra de la Primera Nacional. Fernández fue titular en 35 juegos de la campaña 2022, anotando 6 goles. Riestra logró clasificación al Torneo Reducido, en el que, con Fernández en el once inicial, fue tempranamente eliminado por Estudiantes (Río Cuarto).
En el campeonato 2023 Tortuga se mantuvo en el equipo titular, con un total de 34 apariciones. En el Torneo Reducido, bajo las órdenes de Matías Módolo jugó los 6 partidos, convirtiendo en la ida de las semifinales ante Almirante Brown y anotando el gol de triunfo en la final, ante Deportivo Maipú, con el que Riestra selló su pasaje a la Primera División por primera vez en su historia.

## Estadísticas

### Clubes
Actualizado al último partido disputado el 29 de julio de 2024.
| Club | Div.                | Temporada           | Liga  | Liga  | Copas nacionales (1) | Copas nacionales (1) | Copas internacionales (2) | Copas internacionales (2) | Total | Total |
| Club | Div.                | Temporada           | Part. | Goles | Part.                | Goles                | Part.                     | Goles                     | Part. | Goles |
| --- | ------------------- | ------------------- | ----- | ----- | -------------------- | -------------------- | ------------------------- | ------------------------- | ----- | ----- |
| River Plate Argentina | 1.ª                 | 2008-09             | 2     | 1     | —                    | —                    | 3                         | 0                         | 5     | 1     |
| River Plate Argentina | 1.ª                 | 2009-10             | 1     | 0     | —                    | —                    | 0                         | 0                         | 1     | 0     |
| River Plate Argentina | Total               | Total               | 3     | 1     | 0                    | 0                    | 3                         | 0                         | 6     | 1     |
| Instituto Argentina | 2.ª                 | 2010-11             | 13    | 0     | —                    | —                    | —                         | —                         | 13    | 0     |
| Instituto Argentina | 2.ª                 | 2011-12             | 3     | 0     | 0                    | 0                    | —                         | —                         | 3     | 0     |
| Instituto Argentina | Total               | Total               | 16    | 0     | 0                    | 0                    | 0                         | 0                         | 16    | 0     |
| Deportivo Saprissa · Costa Rica | 1.ª                 | 2012                | 7     | 1     | —                    | —                    | —                         | —                         | 7     | 1     |
| Deportivo Saprissa · Costa Rica | Total               | Total               | 7     | 1     | 0                    | 0                    | 0                         | 0                         | 7     | 1     |
| Deportivo Laferrere Argentina | 4.ª                 | 2012-13             | 25    | 4     | 0                    | 0                    | —                         | —                         | 25    | 4     |
| Deportivo Laferrere Argentina | 4.ª                 | 2013-14             | 21    | 13    | 1                    | 0                    | —                         | —                         | 22    | 13    |
| Deportivo Laferrere Argentina | 4.ª                 | 2014                | 162   | 6     | —                    | —                    | —                         | —                         | 167   | 6     |
| Deportivo Laferrere Argentina | 4.ª                 | 2015                | 162   | 5     | 2                    | 1                    | —                         | —                         | 167   | 6     |
| Deportivo Laferrere Argentina | 4.ª                 | 2016                | 162   | 16    | 2                    | 0                    | —                         | —                         | 167   | 16    |
| Deportivo Laferrere Argentina | 4.ª                 | 2016-17             | 162   | 6     | —                    | —                    | —                         | —                         | 167   | 6     |
| Deportivo Laferrere Argentina | 4.ª                 | 2017-18             | 162   | 11    | —                    | —                    | —                         | —                         | 167   | 11    |
| Deportivo Laferrere Argentina | 4.ª                 | 2021                | 162   | 26    | 1                    | 0                    | —                         | —                         | 167   | 26    |
| Deportivo Laferrere Argentina | Total               | Total               | 208   | 87    | 6                    | 1                    | 0                         | 0                         | 214   | 88    |
| Defensores de Belgrano Argentina | 2.ª                 | 2018-19             | 21    | 4     | 1                    | 0                    | —                         | —                         | 22    | 4     |
| Defensores de Belgrano Argentina | Total               | Total               | 21    | 4     | 1                    | 0                    | 0                         | 0                         | 22    | 4     |
| Magallanes · Chile | 2.ª                 | 2019                | 11    | 2     | 0                    | 0                    | —                         | —                         | 11    | 2     |
| Magallanes · Chile | Total               | Total               | 11    | 2     | 0                    | 0                    | 0                         | 0                         | 11    | 2     |
| Blooming · Bolivia | 1.ª                 | 2020                | 16    | 1     | —                    | —                    | —                         | —                         | 16    | 1     |
| Blooming · Bolivia | Total               | Total               | 16    | 1     | 0                    | 0                    | 0                         | 0                         | 16    | 1     |
| Deportivo Riestra Argentina | 2.ª                 | 2022                | 36    | 6     | —                    | —                    | —                         | —                         | 36    | 6     |
| Deportivo Riestra Argentina | 2.ª                 | 2023                | 34    | 5     | 0                    | 0                    | —                         | —                         | 34    | 5     |
| Deportivo Riestra Argentina | 1.ª                 | 2024                | 5     | 0     | 8                    | 0                    | —                         | —                         | 13    | 0     |
| Deportivo Riestra Argentina | Total               | Total               | 75    | 11    | 8                    | 0                    | 0                         | 0                         | 83    | 11    |
| Total en su carrera | Total en su carrera | Total en su carrera | 357   | 107   | 15                   | 1                    | 3                         | 0                         | 375   | 108   |
| (1) Copas nacionales incluye la Copa Argentina y la Copa de la Liga Profesional.(2) Copas internacionales incluye la Copa Libertadores de América. |                     |                     |       |       |                      |                      |                           |                           |       |       |

### Selección Sub-17
Disputó la Copa Mundial Sub-17 de 2007 en Corea del Sur. En aquel certamen disputó 3 partidos. Finalmente, su selección fue eliminada en cuartos de final por Nigeria.
| Torneo                      | Sede          | Resultado        | Partidos | Goles |
| --------------------------- | ------------- | ---------------- | -------- | ----- |
| Copa Mundial Sub-17 de 2007 | Corea del Sur | Cuartos de final | 3        | 0     |

## Palmarés

### Distinciones individuales
| Logro                    | Club                | Año           |
| ------------------------ | ------------------- | ------------- |
| Goleador de la Primera C | Deportivo Laferrere | 2016          |
| Goleador de la Primera C | Deportivo Laferrere | Apertura 2021 |
| Goleador de la Primera C | Deportivo Laferrere | Clausura 2021 |

### Otros logros
| Logro                                           | Club              | Año  |
| ----------------------------------------------- | ----------------- | ---- |
| Ganador del Torneo Reducido de Primera Nacional | Deportivo Riestra | 2023 |